# Phalaenopsis aphrodite
Phalaenopsis aphrodite Rchb.f., 1862 è una pianta della famiglia delle Orchidacee originaria dell'Asia orientale.
È molto diffusa in Giappone, dove viene chiamata kochōran (胡蝶蘭? "orchidea falena") e usata come tipico regalo per l'apertura di un negozio o l'avvio di un'attività poiché, secondo la credenza locale, questo fiore attira successo e felicità.

## Descrizione
È un'orchidea di media taglia, epifita, come tutte le specie del genere Phalaenopsis a crescita monopodiale. Presenta un gambo breve e robusto, avvolto da foglie basali molto embricate, che sono da 3 a 5 e si presentano carnose, coriacee, arcuate, pendenti, di forma da ovale-ellittica a oblungo-oblanceolata, di apice da ottuso a subacuto, di colore verde brillante. La fioritura avviene da dicembre ad aprile, mediante un'infiorescenza racemosa o paniculata che aggetta lateralmente, lunga mediamente 90 centimetri e portante molti fiori. Questi sono grandi mediamente 3 centimetri, di consistenza membranosa, di colore bianco, con i petali più grandi dei sepali. Il labello è trilobato coi lobi laterali rialzati ed è variegato di giallo e rosso porpora.
È molto simile a P. amabilis dalla quale si distingue per le minori dimensioni dei fiori, 3 centimetri mediamente contro gli almeno 7 dell'altra specie e per il colore del labello: nella specie amabilis prevale il giallo, in questa il rosso porpora.

## Distribuzione e habitat
La specie è originaria della foresta pluviale primaria e secondaria di Taiwan e delle Filippine, dove cresce epifita, dal livello del mare a massimo 1000 metri di quota.

## Tassonomia
Sono state descritte le seguenti varietà:
- Phalaenopsis aphrodite subsp. aphrodite  originaria delle Filippine
- Phalaenopsis aphrodite subsp. formosana Christenson, 2001 originaria di Taiwan

## Coltivazione
Questa pianta richiede in coltura esposizione all'ombra, temendo la luce diretta del sole, nonché acqua nella stagione di vegetazione, quando richiede anche temperature calde. Nella fase di riposo è consigliabile diminuire temperatura e irrigazioni..